# Мишел Мутлаг
Мишел Мутлаг (Ниш, 15. јануар 1992) специјалиста је естетске медицине, један од водећих стручњака у овој области у Србији.

## Биографија
Рођен је 15. јануара 1992. године у Нишу. Након завршених основних студија на Медицинском факултету Универзитета у Нишу и полагања стручног испита 2018. године, отишао је у Немачку ради усавршавања својих знања наредних годину дана, док је истовремено почео са бројним едукацијама из области антиејџ медицине. Одмах након повратка у Србију отворио је клинику Dr Mishel Aesthetic настављајући континуирано да усавршава своја знања на свим водећим европским и светским конгресима, доносећи у Србију најновије трендове.
Своје професионално усавршавање развијао је између осталог и у Јапану, Јужној Кореји, Сједињеним Америчким Државама, Шпанији, Италији, Француској, Немачкој, Холандији, Русији, Аустрији, Турској, Пољској, Хрватској и многим другим земљама. Сходно знању и искуству које је стекао у раду са многобројним клијентима, убрзо постаје Key Opinion Leader за Sinclair и најмлађи регионални едукатор на тлу Србије, Црне Горе, Босне и Херцеговине, Хрватске, Словеније и Северне Македоније, за премијум брендове Mailii и Merz.
Учесник је на бројним светским конгресима, укључујући AMWC Miami 2025, IMCAS Paris 2025, International Masterclass Sao Paolo,  FACE London, AMWC Dubai, AMWC Monaco, Global Experts Meeting Taipei, TAS Las Vegas, AMWC Medellin ,AIM Paris , AMWC Bangkok. Такође је члан српског удружења естетске и антиејџинг медицине (SESIAM).
Тренутно је на специјализацији из опште хирургије у Универзитетском Клиничком центру Ниш и докторант на завршној години докторских студија медицинских наука.

## Хуманитарни рад
Његова клиника активно помаже социјално угроженим породицама кроз донације, обнову домова и обезбеђивање основних животних потрепштина, уз дугогодишњу сарадњу са хуманитарним организацијама.
2024. године, доктор Мишел, пружио је подршку хуманитарној фондацији Тамара Мисирлић ка хуманитарном путу у Уганду, где су радили на изградњи бунара и побољшању услова живота за локалну заједницу. Клиника доктора Мишела не само да је финансијски подржала овај пут, већ је обезбедила и потрепштине које су значајно допринеле здрављу и добробити људи у Уганди.

## Линкови
- Dr Mišel Mutlag Dr Mishel Aesthetic
- Dr. Mišel Mutlag на Facebooku
- Dr. Mišel Mutlag на Instagramu
- Dr Mishel Aesthetic на Instagramu